# Joan Chandler
Joan Chandler (24 de agosto de 1923 - 11 de maio de 1979) foi uma atriz americana que estrelou muitos filmes durante as década de 1940 e 1950, mais conhecida pelo seu papel em Festim Diabólico (1948), de Alfred Hitchcock, com James Stewart, e Acordes do Coração (1946), de Jean Negulesco.
Nasceu em Butler (Pensilvânia), além dos filmes fez 5 peças da Broadway, 12 programas de Televisão, tais como 'Studio One' e 'The House of the Seven Gables'. Casou-se duas vezes, primeiro com David Mckay, em seguida com Charles C. Hogan. Morreu devido ao um Câncer aos 55 anos em Nova York.

## Filmografia
- Night and Day (1946)
- Humoresque (1946)
- Festim Diabólico (1948)
- How to Make a Monster (1958)
- Dragstrip Riot (1958)
- Too Soon to Love (1960)